# Cratere Torbay
Torbay  è un cratere sulla superficie di Marte.